# Saint-Pardoux-Corbier
Saint-Pardoux-Corbier este o comună în departamentul Corrèze din centrul Franței. În 2009 avea o populație de 360 de locuitori.

## Evoluția populației
| An        | 1975 | 1982 | 1990 | 1999 | 2006 | 2009 |
| --------- | ---- | ---- | ---- | ---- | ---- | ---- |
| Populație | 471  | 430  | 374  | 323  | 352  | 360  |